# Neutronendetektor
Neutronendetektoren dienen dem Nachweis, der Messung des Flusses und der Spektroskopie von freien Neutronen (Strahlenschutzüberwachung, Grundlagenforschung in Kernphysik und Festkörperphysik (u. a. Neutronenstreuung)). Da Neutronen selbst nicht ionisierend wirken, müssen sie über Streuung an Atomkernen oder über Kernreaktionen nachgewiesen werden, bei denen ionisierende Strahlung oder ein Radionuklid (Neutronenaktivierung) entsteht.

## Schnelle Neutronen
1. Schnelle Neutronen können durch Abbremsung in einem Moderator und anschließenden Nachweis der thermischen Neutronen über eine geeignete Kernreaktion, z. B. 10B (n, α)7Li detektiert werden. Diese Detektoren haben hohe Nachweiswahrscheinlichkeiten. Nachteile sind (1) das nötige große Volumen des Moderators, das fein lokalisierte Messungen verhindert, und (2) der Verlust der Information über die ursprüngliche Energie der Neutronen. Beispiel: Long Counter; Anwendung: z. B. für Strahlenschutzaufgaben.
2. Neutronen mit kinetischen Energien oberhalb etwa 50 keV können durch elastische Streuung an Wasserstoffkernen – also Protonen – und Registrierung des von den angestoßenen Protonen (Rückstoßprotonen) erzeugten Signals in einer Ionisationskammer, einem Proportionalzähler oder einem Szintillationszähler nachgewiesen werden. Dabei erhält man über die Energie des Rückstoßprotons auch Information über die Neutronenenergie. Protonenrückstoß-Detektoren sprechen auch auf Gammastrahlung an, die in schnellen Neutronenfeldern meist vorhanden ist. Materialien für solche Szintillatoren sind beispielsweise spezielle durchsichtige Kunststoffe, Stilben[1] oder neuerdings (2015) auch Elpasolith.[2] Organische Flüssig-Szintillatoren erlauben es, den Gammauntergrund durch eine Impulsform-Diskriminierung von den Neutronen zu unterscheiden.
3. Nachweis in photographischen Kernspuremulsionen. Hier verursachen die Rückstoßprotonen Spuren, die nach der Entwicklung des Films sichtbar sind. Anwendung: Personendosimeter für die Strahlenschutzüberwachung.
4. Nachweis über die Messung der Aktivität von Materialproben, die durch Kernreaktionen mit Neutronen aktiviert wurden (Neutronenaktivierung). Mit einer geeigneten endothermen Kernreaktion mit bekannter Schwellenenergie erreicht man, dass nur schnelle Neutronen oberhalb dieser Schwelle detektiert werden.

## Langsame Neutronen
Langsame, insbesondere thermische Neutronen werden über geeignete Kernreaktionen mit großen Wirkungsquerschnitten nachgewiesen, wie z. B. 10B(n,α)7Li, 6Li(n,α)3H oder 3He(n,p)3H. Die Reaktionssubstanz kann gasförmig oder auch, im Fall von Bor oder Lithium, als Wandschicht in Ionisationskammern oder Zählrohren oder als Bestandteil eines Szintillators verwendet werden, z. B. Bortrifluorid-Zählrohre, Bor-Ionisationskammern, Szintillatoren aus Lithiumiodid (LiI) oder lithiumhaltigem Glas mit an 6Li angereichertem Lithium.
Zur Überwachung des Neutronenflusses in Kernreaktoren wird auch die neutroneninduzierte Spaltung von 235U in Spaltkammern (Ionisationskammern, in denen eine Elektrode mit angereichertem Uran beschichtet ist) verwendet.
Spaltkammern, die dauerhaft im Reaktorkern verbleiben (z. B. die Leistungsverteilungsdetektoren in Siedewasserreaktoren), würden durch den Abbrand innerhalb von 3–4 Jahren unbrauchbar werden. Darum wird hier oft eine Beschichtung aus 234U mit geringem Anteil von 235U verwendet. So werden die Spaltungsverluste dauernd durch Erbrütung von neuem 235U über Neutroneneinfang ausgeglichen, und der Detektor kann über 10 Jahre ohne Verschlechterung der Messgenauigkeit genutzt werden.
Langsame Neutronen können auch durch Neutronenaktivierung von Nukliden nachgewiesen werden, deren Wirkungsquerschnitt bei kleiner Neutronenenergie dafür groß genug ist und bei denen das durch die Aktivierung entstandene Isotop eine Strahlung mit typischer Energie und Halbwertszeit aussendet. Ein Beispiel ist das Kugelmesssystem, das in manchen Kernreaktoren eingesetzt wird.